# هاروتیون آبراهامیان
هاروتیون لاورنتی آبراهامیان (ارمنی: Հարություն Լավրենտիի Աբրահամյան؛ زادهٔ ۴ دسامبر ۱۹۶۹) یک بازیکن فوتبال و دروازه‌بان سابق اهل ارمنستان است.

## باشگاهی
از باشگاه‌هایی که در آن بازی کرده‌است می‌توان به آرارات ایروان، کشاورز تهران، ایروان، میکا، باشگاه فوتبال آراکس و کوتایک اشاره کرد.

## تیم ملی
وی همچنین در تیم ملی فوتبال ارمنستان بازی کرده است. نخستین بازی ملی خود را که یک بازی دوستانه بود در تاریخ ۱۴ اکتبر ۱۹۹۲ در ایروان در مقابل مولداوی انجام داده است.

### آمارهای این ملی
| تیم ملی فوتبال ارمنستان | تیم ملی فوتبال ارمنستان | تیم ملی فوتبال ارمنستان |
| سال                     | حضورها                  | گل‌ها                    |
| ----------------------- | ----------------------- | ----------------------- |
| ۱۹۹۲                    | ۱                       | ۰                       |
| ۱۹۹۳                    | ۰                       | ۰                       |
| ۱۹۹۴                    | ۲                       | ۰                       |
| ۱۹۹۵                    | ۵                       | ۰                       |
| ۱۹۹۶                    | ۵                       | ۰                       |
| ۱۹۹۷                    | ۱                       | ۰                       |
| ۱۹۹۸                    | ۱                       | ۰                       |
| ۱۹۹۹                    | ۱                       | ۰                       |
| ۲۰۰۰                    | ۵                       | ۰                       |
| ۲۰۰۱                    | ۵                       | ۰                       |
| مجموعاً                  | ۲۶                      | ۰                       |